# 松本考平
松本 考平（まつもと こうへい、4月22日 - ）は、日本の男性声優、ナレーター。滋賀県出身。青二プロダクション所属。

## 略歴
青二塾大阪校20期生卒業。

## 人物
松本孝平と誤記されることがある。
声優・ナレーターとしては、多数のアニメ、ゲーム、洋画、テレビ等に出演している。
資格・免許は普通自動車免許。
趣味は歌唱、服飾デザイン、落語。方言は関西弁。

## 出演
太字はメインキャラクター。

### テレビアニメ
時期不明
- ちびまる子ちゃん（ - 2006年、青年、仲間）

2006年
- ARIA The NATURAL（ウェイター）
- Ergo Proxy（客、職員）
- 銀魂（2006年 - 2007年、男性係員、隊士C）
- 爆球Hit! クラッシュビーダマン（ビーダーB、ダークリザード隊員B、役員）
- 貧乏姉妹物語（縁日の人々）
- BLEACH（鵯州）
- ヤマトナデシコ七変化♥（2006年 - 2007年、部員、アシスタント2、教師、男子生徒1）
- リングにかけろ1 日米決戦編（グレイトエンジェルス）

2007年
- ゲゲゲの鬼太郎（第5作）（舟幽霊、大学生、アシスタント、村の男、カッパ）
- はたらキッズ マイハム組（消防士）
- レ・ミゼラブル 少女コゼット（すれちがった男、店主、大家さん、市民）

2008年
- 墓場鬼太郎（受付、幽霊）
- 星新一 ショートショート（リス星人 他）
- ユメミル、アニメ「onちゃん」（anちゃん）
- ONE PIECE（ゾンビ）

2009年
- 探偵Xからの挑戦状!（キッド）

2010年
- ユメミル、アニメonちゃん シーズン2（anちゃん）

2022年
- BLEACH 千年血戦篇（2022年 - 2024年、鵯州） - 3シリーズ

2024年
- ザ・ファブル（アナウンサー）

### 劇場アニメ
2006年
- 永遠の法
- 新SOS大東京探検隊（山下草次郎〈青年〉）

2007年
- ストレンヂア 無皇刃譚
- ONE PIECE エピソードオブアラバスタ 砂漠の王女と海賊たち

### OVA
2004年
- サクラ大戦 ル・ヌーヴォー・巴里（巴里の人々）

2005年
- パパとKISS IN THE DARK（生徒）

2008年
- トミカハイパー大冒険!（ハヤテ隊長、ピックアップチーム）

2009年
- プラレールわいわいDVD（ハヤテ隊長）

2010年
- ソルヴェイグ帝國（奈津樹圭）
- トミカわいわいDVDはたらくトミカへん（ハヤテ隊長）

2011年
- 戦場のヴァルキュリア3 誰がための銃創（アルフォンス・オークレール）

### ゲーム
2006年
- 乙女的恋革命★ラブレボ!!（ユウキ）
- ジョジョの奇妙な冒険 ファントムブラッド

2007年
- 餓狼伝 Breakblow Fist or Twist（立脇如水、南米のゴロツキ）
- xxxHOLiC 〜四月一日の十六夜草話〜（渡辺綱）

2008年
- 三國志Online
- 戦場のヴァルキュリア

2010年
- 仮面ライダー クライマックスヒーローズ オーズ（仮面ライダーベルデ）

2011年
- 仮面ライダー クライマックスヒーローズ フォーゼ（仮面ライダーベルデ）
- スーパー戦隊バトル レンジャークロス（アオレンジャー、ジュピタリアン）
- 戦場のヴァルキュリア3 -Unrecorded Chronicles-（アルフォンス・オークレール）
- テイルズ オブ エクシリア

2012年
- オール仮面ライダー ライダージェネレーション2（仮面ライダーエターナル）
- 仮面ライダー 超クライマックスヒーローズ（仮面ライダーベルデ、仮面ライダーエターナル）

2013年
- 英雄伝説 閃の軌跡（ギデオン、トマス・ライサンダー教官）
- 仮面ライダー バトライド・ウォー（仮面ライダーエターナル）
- HEROES' VS（仮面ライダーエターナル）

2014年
- 英雄伝説 閃の軌跡 II（ゼノ）

2018年
- 英雄伝説 閃の軌跡IV -THE END OF SAGA-（ゼノ、トマス・ライサンダー副長）

### ドラマCD
- 外道女王（ドゥ）
- バッカーノ! 1931 〜鈍行編〜（ヨウン）
- 無宿浪人キバ吉（猿ノ介）

### BLCD
- アクアマリンバタフライ（ジン）
- ラブプランダラー（暴走院智道）

### ラジオドラマ
- VOMIC アイスエイジ（塩屋昌史）

### 吹き替え
- RV（ウィル）
- アグリー・ベティ（Dr.ファーカス）
- ウェイバリー通りのウィザードたち（ティー・ジェイ）
- ウォンタクの天使（ソンジン）
- WITHOUT A TRACE/FBI 失踪者を追え! シーズン4（ジン）
- 気分はぐるぐる（アンドレ）
- クローザー シーズン3（キム）
- ゴースト 〜天国からのささやき（デリック）
- ザ・ケイブ（ヴラド）
- ザ・ソプラノズ 哀愁のマフィア（カディオソ）
- ザック・エフロンinダービースタリオン（マイケル・ナルデリ）
- ザ・パシフィック（アンジェロ・バジロン）
- CSI:マイアミ シーズン5（ロス）
- チアーズ3（DJ）
- 小さな恋のステップ （トン・チソン〈少年時代〉）
- CHALLENGE（ベン）
- BLADE（フラニガン）
- マスターQ （12138）
- ヤング・スーパーマン（ウェルダン）

#### アニメ
- ジェニーはティーン☆ロボット（ブラッド・カーバンクル）
- トムとジェリー テイルズ Vol.5（ゴースト）

### ナレーション
- 江川×堀尾のSUPERうるぐす（日本テレビ）
- ロンドンオリンピック2012特別版（日本テレビ）
- FIFAワールドカップデイリー&ウィークリー（日本テレビ）
- 美空ひばり没後25年「歌に生きて歌に死ぬ」愛と悲しみの女王伝説（TBS）
- 世界は謎で満ちている!この差って何ですか?（TBS）
- UTAGE!（TBS）
- 「家族狩り」ナビ（TBS）
- 水トク!「世界珍どうぶつ大図鑑 爆笑&仰天映像30連発」（TBS）
- この恋で私は生まれた（TBS）
- 土曜の13回（TBS）
- NEWS23Xスペシャル（TBS）
- スパニチ!!ジュニアラマタの世界 ウイット遺産2（TBS）
- デイープガール（フジテレビ）
- スーパーニュース・特報（フジテレビ）
- ジェネレーション天国（フジテレビ）
- ミュージックステーション 番宣ナレーション（テレビ朝日）
- 東京一人暮らし（テレビ朝日）
- 芸能人あこがれの田舎移住 住みたい所に住んでみた!（テレビ東京）
- 建物図鑑premium（テレビ東京）
- 宇宙ニューススペシャル（テレビ東京）
- アンダーステア（TOKYO MX）
- ほぼ1〜見ちゃう動画TV〜（TOKYO MX）
- B-tops（読売テレビ）
- バキ打ち!テレビ裁判（関西テレビ）
- ［岡田・大木の悶絶おもろびとハンター］（関西テレビ）
- ザ・ピーナッツ2時間スペシャル〜今甦る伝説のハーモニー50曲〜（BS-TBS）
- Panasonic 3D Music Station (BS朝日）
- ANA presents 僕らの旅（BS朝日）
- 太陽光発電!最新いろは 〜スペースの新たな活用〜（BSジャパン）
- 新どっちの料理ショー（日本テレビ、2006年3月30日：ラーメン巌流島・ラーメン三国志 東野厨房）
- Going!Sports&News（日本テレビ）
- 買物大図鑑（TBS）
- 遠藤淳（テレビ東京）
- 部屋コン!（テレビ東京）
- こうちゃんの簡単HAPPYレシピ（BS日テレ）
- アジア・ロングステイの勧め（旅チャンネル）
- プラレール ハイパーガーディアン（タカラトミー）
- ペスカドーラ町田監修 サッカー・フットサル 足技最強レッスン
- ロデオ倶楽部!（BSフジ）※急逝した滝下毅の後任
- リオデジャネイロパラリンピック（競技のルール紹介のナレーション、2016年、NHK）
- 報道ステーション（テレビ朝日）
- ドクターシーラボ（テレビショッピングのナレーション）
- 健康カプセル!ゲンキの時間（TBS系列）
- ディズニーXD（ナレーション）
- ディズニー・チャンネル（ナレーション、主に男性向けまたはディズニーXDの番組向け）
- ローソン「劇場版 呪術廻戦 0」キャンペーン（CMナレーション）
- BS世界のドキュメンタリー（NHK BS1）
  - 「ディカプリオ 挑戦の軌跡」（2022年4月7日）
  - 「プーチン 戦争への道〜なぜ侵攻に踏み切ったのか〜」（2022年4月24日）
  - 「真実こそ私たちの武器 リトアニア フェイクとの戦い」（2022年9月1日）
  - 「プーチンの"オオカミ"たち バルカン半島にくすぶる火種」（2023年11月28日）

### CM
- プラレール ハイパーガーディアン シリーズ（ハヤテ隊長）
  - 「ハイパーガーディアン大回転ステーション」CM
  - 「グランドガイナー変形合体セット」CM

### その他
- グランドガイナー変形合体セット（ハヤテ隊長）

### シリーズ一覧
1. ↑  第1クール（2022年）、第2クール『-訣別譚-』（2023年）、第3クール『-相剋譚-』（2024年）